# اليابان الرائعة

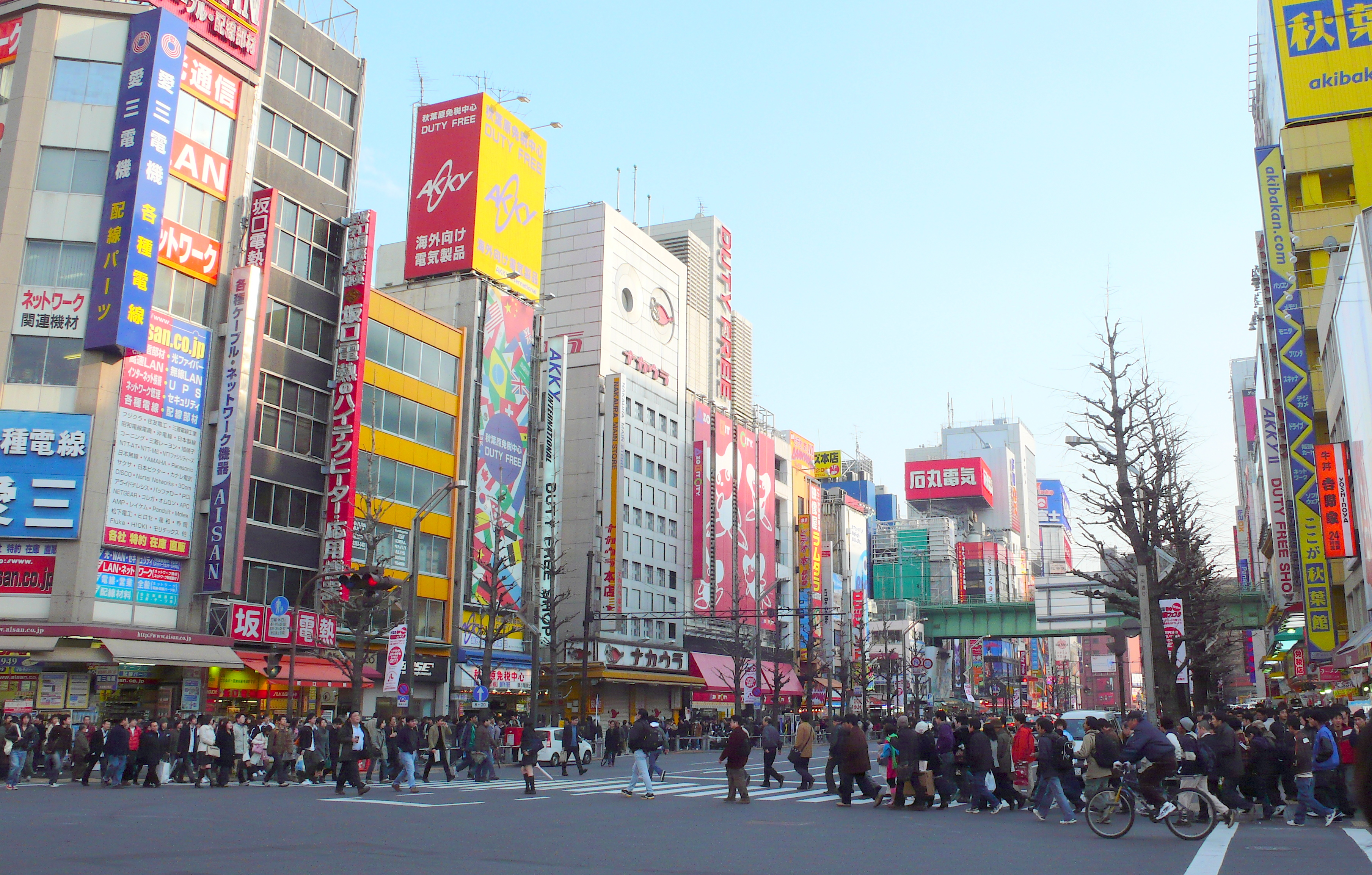
مدينة أكيهابارا الكهربائية

اليابان الرائعة (بالإنكليزية:Cool Japan) (باليابانية:ク ー ル ジ ャ パ ン ، Kūru Japan) وهو مصطلح رائج يشير إلى جوانب الثقافة اليابانية التي يعتبرها غير اليابانيين «رائعة». وتعد إستراتيجية (Cool Japan) جزءًا من إستراتيجية العلامة التجارية الشاملة لليابان، والتي تهدف إلى نشر جاذبية اليابان في أنحاء العالم. هدف برنامج (Cool Japan) «يشمل كل شيء بدءًا من الألعاب والمانجا والأنيمي وأشكال المحتوى الأخرى والأزياء والمنتجات التجارية والمطبخ الياباني والثقافة التقليدية إلى الروبوتات والتقنيات الصديقة للبيئة وغيرها من المنتجات الصناعية عالية التقنية».
وُصفت اليابان الهادئة بأنها شكل من أشكال القوة الناعمة، مع القدرة على «التأثير بشكل غير مباشر على السلوك أو المصالح من خلال الوسائل الثقافية أو الأيديولوجية».

## أصل التسمية
ابتداءً من عام 1980، بعد ظهور وزارة الخارجية اليابانية (MOFA)، بدأت اليابان في زيادة جهود العلامة التجارية الخاصة بالبلاد من خلال إصدار مسلسل تلفزيوني بعنوان أوشين (Oshin)، أوبرا الصابون اليابانية. وقد تم توزيع مسلسل أوشين مجانًا خارج اليابان، وحظي بقبول جيد في 46 دولة. ومن خلال نجاح هذا المسلسل والعديد من البرامج التلفزيونية الأخرى، نجحت اليابان في تأسيس فكرة "Cool Japan" كطريقة لتأسيس وتحسين الإدراك الثقافي للبلاد.
في مقال نشر عام 2002 في مجلة فورين بوليسي بعنوان «جروس ناشيونال كوول»، كتب دوجلاس ماكغري عن اليابان بأنها «أعادت اختراع القوة العظمى» مع توسع نفوذها الثقافي على الصعيد الدولي، على الرغم من المشاكل الاقتصادية والسياسية في «العقد الضائع». ومن خلال نظرة فاحصة بين أن هذه العملية مسحت ثقافة الشباب بالإضافة إلى دور J-pop والمانجا والأنيمي وألعاب الفيديو والأزياء والأفلام والإلكترونيات الاستهلاكية والهندسة المعمارية والمطبخ وظواهر (kawaii: الجاذبية) مثل هيلو كيتي، كما سلط ماكغري الضوء على القوة الثقافية الناعمة لليابان بطرح سؤال عن الرسالة التي قد يوجهها البلد. كما جادل بأن الركود الاقتصادي في اليابان ربما يكون قد عزز من نزعتها الوطنية، بسبب التشويه الجزئي للتسلسلات الهرمية الاجتماعية الصارمة السابقة والتحولات المهنية والوظيفية للشركات الكبيرة.

## قرار التبني
تناولت وسائل الإعلام الدولية ما عرضته صحيفة نيويورك تايمز التي عرضت عدداً من الأفكار بشكل عام مثل: «هيمنة بوكيمون»، حيث بدأ عدد متزايد من المسؤولين الحكوميين الإصلاحيين وقادة الأعمال في اليابان بالإشارة إلى حملة اليابان الوطنية وتبنيها لشعار غير رسمي (Cool Japan). وفي مؤتمر صحفي عام 2005م، ربطت وزارة الخارجية الفكرة بمفهوم بوتان للسعادة الوطنية الإجمالية.
اكتسبت هذه العبارة انتشارًا أكبر في منتصف القرن العشرين حيث بدأت NHK سلسلة بعنوان (Cool Japan Hakkutsu: Kakkoii Nippon!) والتي وصلت بحلول نهاية عام 2009 إلى أكثر من 100 حلقة. تشمل المبادرات الأكاديمية إنشاء مشروع بحثي "Cool Japan" في معهد ماساتشوستس للتكنولوجيا، بينما أبلغت بعض الجامعات الغربية عن زيادة في عدد المتقدمين لدورات الدراسات اليابانية بسبب التأثير «الرائع».
أدى اعتماد (Cool Japan) أيضًا إلى إحداث تغييرات في الدراسات الثقافية. نتيجة لسحر اليابان الرائعة بثقافة الشباب الياباني وتلميذات المدارس، وتركزت موجة جديدة من الدراسات تسمى «دراسات الفتيات» بشكل خاص على تجربة الفتيات والفتيات في القلب. في السابق موضوع علم نفس المراهقين أو النسوية، ظهرت دراسات الفتيات من (Cool Japan) لتشمل تحليلًا متعدد التخصصات لثقافة الفتيات.